# Parwiz Natel Chanlari

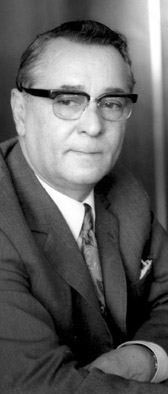
Parviz Natel-Khanlari, 1965

Parwiz Natel Chanlari (persisch پرویز ناتل خانلری Parwiz Nātel-Chānlari, DMG Parvīz Nātel-Ḫānlarī, englisch Parviz Natel-Khanlari; * 20. März 1914 in Teheran; † 23. August 1990 in Teheran) war ein iranischer Schriftsteller, Professor für persische Literatur an der Universität Teheran, Minister im Kabinett von Premierminister Asadollah Alam und Senator im iranischen Senat. Bis zur Islamischen Revolution war er Leiter des iranischen Kulturinstituts Bonyad-e Farhang-e Iran. Parwiz Natel Chanlari war mit Zahra Chanlari verheiratet und hatte zwei Kinder.

## Frühe Jahre
Parwiz Natel Chanlari war einziger Sohn eines Angestellten des Außenministeriums. Sein Vater starb, als Parwiz 10 Jahre alt war. Er stammte aus Nātel, einem Bezirk in Māzandarān, und fügte seinem Namen auf Anraten des modernistischen Dichters Nimā Yušij den Beinamen Nātel hinzu. Obwohl sein Vater darauf bestand, ihn zu Hause zu unterrichten und ihm eine Leidenschaft für die persische Literatur vermittelte, wurde Khanlari später an der St. Louis Schule in Teheran eingeschrieben, einer französischen Schule, die von Jesuiten geleitet wurde. Dort kam er erstmals mit der französischen Literatur in Kontakt. Später setzte er seine Ausbildung am Alborz College fort, das von amerikanischen Missionaren im Jahr 1873 gegründet worden war, und später an der Dār-al-Fonun, wo er von bedeutenden Persönlichkeiten der persischen Literatur beeinflusst wurde. Obwohl er seine musikalische Ausbildung bald aufgab, behielt er ein Bewusstsein für die klanglichen Aspekte der Sprache bei, was sich in seinem eigenen Schreibstil widerspiegelte.
Parviz war an persischer Literatur interessiert. Er besuchte den Lyriker Nima Youschidsch und bot sich ihm als Schreibkraft an, nur um dessen neueste Gedichte hören zu können. Parwiz Natel Chanlari schloss seine Schulausbildung 1938 mit Abschluss in iranischer Literatur ab und begann nach seinem Wehrdienst für das Bildungsministerium zu arbeiten. Nebenbei arbeitete er als Lehrer, um sein mageres Einkommen etwas aufzubessern. In dieser Zeit veröffentlichte er sein wohl berühmtestes Gedicht Oghab (Der Adler).
Im Jahr 1941 schrieb er sich in das Promotionsprogramm für persische Literatur an der Universität Teheran ein, das er 1943 abschloss. Sein Betreuer war Badiʿ-al-Zamān Foruzānfar, der zusammen mit Moḥammad Taqi Bahār und Sayyed Moḥammad Tadayyon die Prüfungskommission für Khanlaris Verteidigung seiner Dissertation bildete, mit dem Titel „Taḥqiq-e enteqādi dar ʿaruż-e fārsi va egunegi-e taḥavvol-e awzān-e ḡazal“ (Eine kritische Studie zur persischen Prosodie und zur Entwicklung der persischen Ghazal). Khanlaris kritischer und innovativer Ansatz zur Erforschung der Prosodie der persischen Poesie wurde von Foruzānfar zwar als interessant neuartig angesehen, wurde jedoch von den anderen Prüfern nicht besonders geschätzt, die es laut Khanlaris Ehefrau, Zahrā Kiā, als literarische „Häresie“ betrachteten. Die Dissertation wurde 1948 mit großem kritischem Beifall veröffentlicht. Khanlari setzte sein Lesen und Forschen über moderne Linguistik fort und veröffentlichte in späteren Jahren weitere Arbeiten über Aspekte von Reim und Rhythmus.
Im Jahr 1941 heiratete Khanlari Zahrā Kiā, eine Mitstudentin im Promotionsprogramm der Universität Teheran. Später erlangte sie eine Lehrstelle an derselben Universität und etablierte sich als Literaturwissenschaftlerin. Sie war die Enkelin von Sheikh Fażl-Allāh Nuri, einem bekannten Geistlichen, der sich gegen die Konstitutionelle Bewegung wandte und 1909 hingerichtet wurde. Sie hatten zwei Kinder: eine Tochter Tarāneh (geb. 1946) und einen Sohn, Ārmān (1951–1959), der im Alter von acht Jahren an Leukämie starb. Der Verlust hatte verheerende Auswirkungen auf die Familie. Khanlari widmete einige seiner Gedichte seinem Gedächtnis. Einige Jahre zuvor hatte er einen bewegenden Essay in Form eines Ratgebers an seinen Sohn veröffentlicht, als dieser noch ein Säugling war, mit dem Titel „Nāma-i be pesaram“ (Brief an meinen Sohn). Es ermahnte ihn zur Notwendigkeit, gegen das Dämon der Korruption im Iran zu kämpfen, und ermutigte ihn, sich mit einem tiefen Wissen über die persische Kultur auszustatten. Der Brief ist eine eloquente Zusammenfassung seiner Ideale bezüglich des Irans und des Weges, den das Land einschlagen sollte, um internationalen Respekt und Würde zurückzugewinnen.

## Herausgeber der Literaturzeitschrift „Sochan“ 1943
Im Mai 1943 gründete zusammen mit seinem Freund Zabihollah Safa die Literaturzeitschrift Sochan und wirkte als deren Herausgeber bis zum Beginn der Islamischen Revolution. Sochan gehörte zunächst zu den wenigen Zeitschriften, die ohne die Genehmigung der Vorzensur in Druck gehen konnte. Diese Freizügigkeit wurde ab 1970 allerdings aufgehoben. In der 35-jährigen Geschichte der Zeitschrift hatten mehr als zweihundert iranische Schriftsteller und Dichter Beiträge geschrieben. Ziel der Zeitschrift war es, Iran über die Entwicklungen in der literarischen Szene der Welt zu informieren. Als Gegner der Zeitschrift wurden zwei Gruppierungen im Editorial von 1972 benannt, diejenigen, die gegen jede Erneuerung sind und die, die keine Wurzeln in der Vergangenheit haben.
Die Zeitschrift stellte ihr Erscheinen 1948 für kurze Zeit ein, als Parwiz Natel Chanlari nach Frankreich ging, um an der Sorbonne Phonetik und Linguistik zu studieren. Nach seiner Rückkehr aus Frankreich nahm er eine Lehrtätigkeit an der Universität Teheran auf.
Nachdem Asadollah Alam nach dem Sturz Mossadeghs 1953 Innenminister geworden war, übernahm Parwiz Natel Chanlari die Position eines Untersekretärs im Innenministerium. Über sein Zusammentreffen mit Schah Mohammad Reza Pahlavi in dieser Zeit schrieb er, dass ihn der Schah eindringlich gebeten habe, dem Land zu dienen.
Nach dem Rücktritt Alams verließ auch Parwiz Natel Chanlari das Innenministerium und ging für ein Jahr in die USA. Dort erreichte ihn die Nachricht, dass er in den Senat berufen worden war. Dort traf er mit Ali Daschti und Seyyed Hassan Taqizadeh zusammen, um über literarische Fragen zu diskutieren.

## Bildungsminister – Gründung der Armee des Wissens 1963

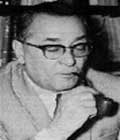
Parwiz Natel Chanlari, 1970

Als 1962 Asadollah Alam Premierminister wurde berief er Parwiz Natel Chanlari in sein Kabinett als Minister für Bildung und Kultur. In dieser Position entwickelte er die Idee, Wehrpflichtige in Kurzlehrgängen zu Lehrern auszubilden, und sie im Kampf gegen den Analphabetismus in ländliche Regionen zu entsenden. Im Oktober 1963 wurde im Rahmen der Reformen der Weißen Revolution vom Parlament ein Gesetz verabschiedet, mit dem das Bildungsministerium und das Verteidigungsministerium beauftragt wurden, die Wehrpflichtigen, die das Gymnasium mit dem Abitur abgeschlossen hatten, zu Hilfslehrern, der Armee des Wissens (Sepah-e Danesch), auszubilden, um dem akuten Lehrermangel auf den Dörfern abzuhelfen. Junge Wehrpflichtige konnten sich nach der Grundausbildung zu diesem Ersatzdienst melden und wurden dann nach einer entsprechenden vier Monate dauernden Weiterbildung in die entsprechenden Dorfschulen entsandt. Wer vor der Ableistung seines Wehrdienstes ein Studium begonnen hatte, konnte dies zu Ende führen und war dann verpflichtet, seinen Wehrdienst bei der Armee des Wissens abzuleisten.

## Unterstützung der Regierung gegen Chomeini
Im Juni 1963, als die Regierung von den geplanten Demonstrationen gegen die Reformen der Weißen Revolution erfuhr, war es Parwiz Natel Chanlari, der die Dimension der politischen Auseinandersetzung erkannte. Er kannte die Mullahs und sprach sich daher für ein hartes Vorgehen aus. „Wenn wir nicht fest zusammenstehen und Muskeln zeigen, werden wir eine Revolution erleben.“ Alam schloss sich dem Rat seines Freundes an und die Regierung ging hart gegen die Demonstranten vor. Am Ende wurde auch der Initiator der Unruhen, der damals noch wenig bekannte Ruhollah Chomeini verhaftet. Sechs Monate später musste Alam aufgrund der anhaltenden Kritik an seinem harten Vorgehen gegen die Demonstranten und der Verhaftung Chomeinis zurücktreten. Damit war die politische Karriere Chanlaris ebenfalls beendet.

## Gründung der Stiftung für iranische Kultur 1964

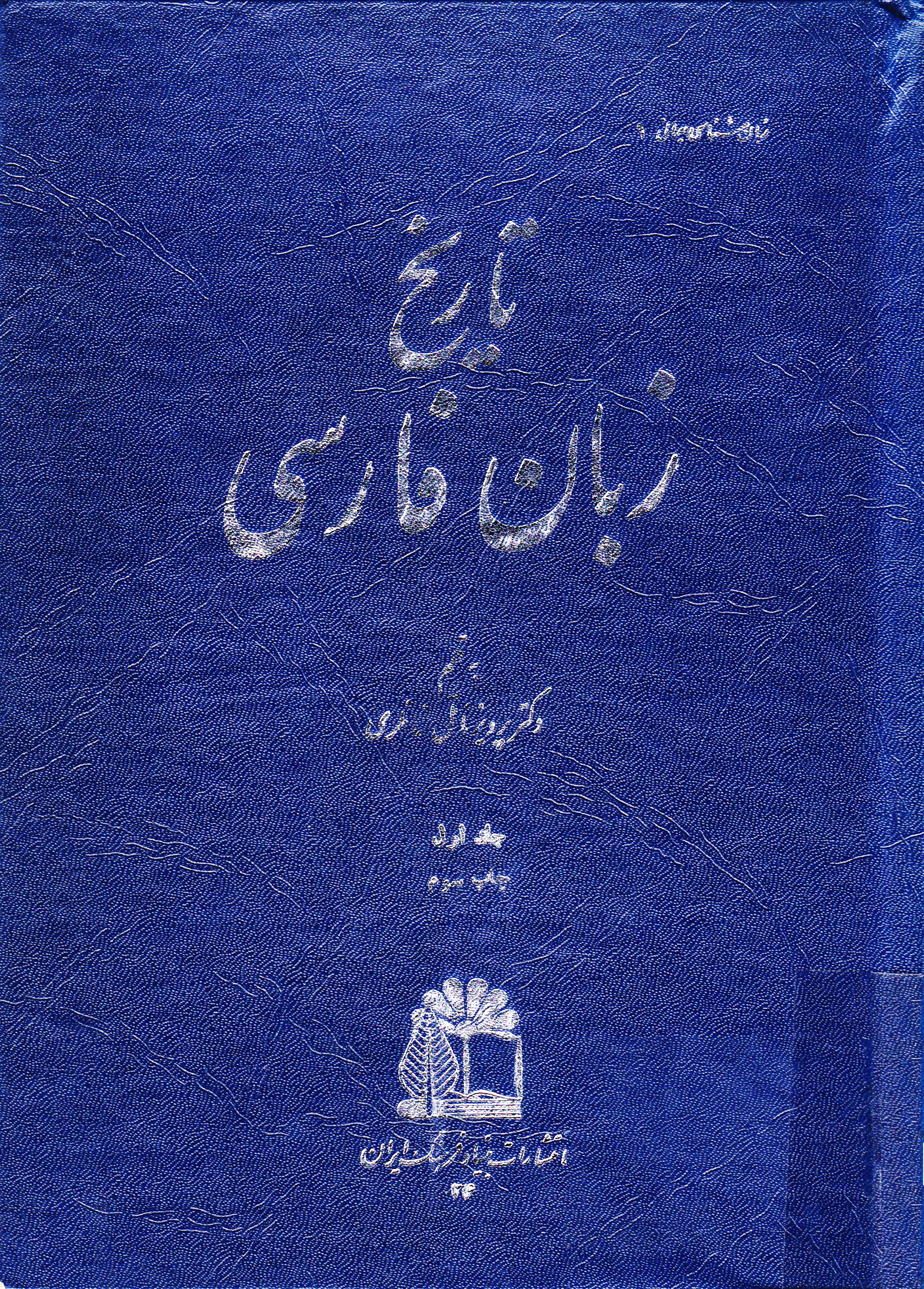
Standardwerk zur Geschichte der persischen Sprache von Parwiz Natel Chanlari

Unmittelbar nach seinem Ausscheiden aus der Regierung gründete er mit der Unterstützung von Schahbanu Farah Pahlavi 1964 die Bonyad-e Farhang-e Iran (Stiftung für iranische Kultur). Die Stiftung sollte zu einer der bedeutsamsten Einrichtungen der klassischen persischen Literatur werden. Chanlari baute eine Bibliothek mit über 17.000 Bänden zur persischen Literatur auf. Über 300 Buchveröffentlichungen wurden bis zur Islamischen Revolution im Jahr 1978 von Parwiz Natel Chanlari herausgebracht, darunter auch die von Zabihollah Safa herausgegebenen Anthologien zur klassischen persischen Geistesgeschichte.
In diesen Jahren fand Parwiz Natel Chanlari endlich die Zeit für eine neue Hafis-Ausgabe, die er aus vierzehn verschiedenen Manuskripten erarbeitete. Sie gilt bis heute als Standardausgabe. Spätestens zu diesem Zeitpunkt war Parwiz Natel Chanlari einer der weltweit anerkannten, herausragenden Literaturwissenschaftler für persische Literatur geworden. Parwiz Natel Chanlari hat mehrere hundert Zeitschriftenartikel und über zwanzig Bücher veröffentlicht. Besonders berühmt wurde sein dreibändiges Standardwerk zur Geschichte der persischen Sprache. Bei weiteren zwanzig Büchern wirkte er als Herausgeber mit.

## Islamische Revolution 1978

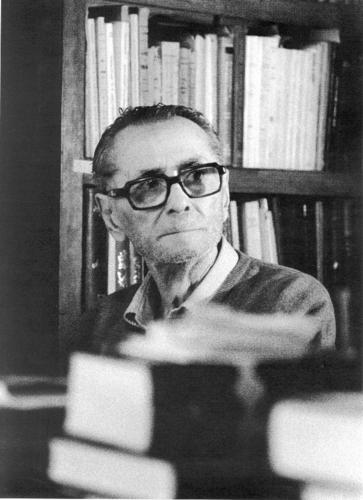
Parwiz Natel Chanlari nach der islamischen Revolution

Mit der Islamischen Revolution im Jahr 1978 kam Chanlaris wissenschaftliche Arbeit für die persische Literatur zu einem jähen Ende. Nachdem sein Eintreten gegen Chomeini im Jahr 1963 bekannt geworden war, wurde er umgehend verhaftet und die von ihm geleitete Stiftung geschlossen. Er wurde beschuldigt, Milliarden von Dollar ins Ausland verschoben zu haben, aber ss kam nie zu einem Gerichtsverfahren. Der Besitz Parwiz Natel Chanlaris wurde beschlagnahmt. Aufgrund seines schlechten Gesundheitszustandes wurde er aus dem Gefängnis entlassen. Er erhielt ein Angebot, ins Ausland zu gehen, und als Erzieher des Kronprinzen Cyrus Reza Pahlavi tätig zu werden. Parwiz Natel Chanlari lehnte ab. Im August 1990 verstarb Parwiz Natel Chanlari. Seine Frau Zahra sollte ihn nur um wenige Monate überleben.

## Werke
- Zabān Schenasi va Zabān-e Farsi. Amirkabir, Teheran 1964.
- Tarich-e Zabān-e Farsi. 3 Bände. Teheran 1348 (1969).